# Farinha de rosca
Farinha de rosca (português brasileiro) ou pão ralado (português europeu) é o pão seco moído, utilizado em inúmeras receitas, sempre com a característica de recobrir ou engrossar alimentos, como na confecção de empanados, pratos com carne moída ou para enfarinhar formas de bolo. A farinha é um ingrediente muito antigo usado em receitas de todo o mundo. 

## Galeria

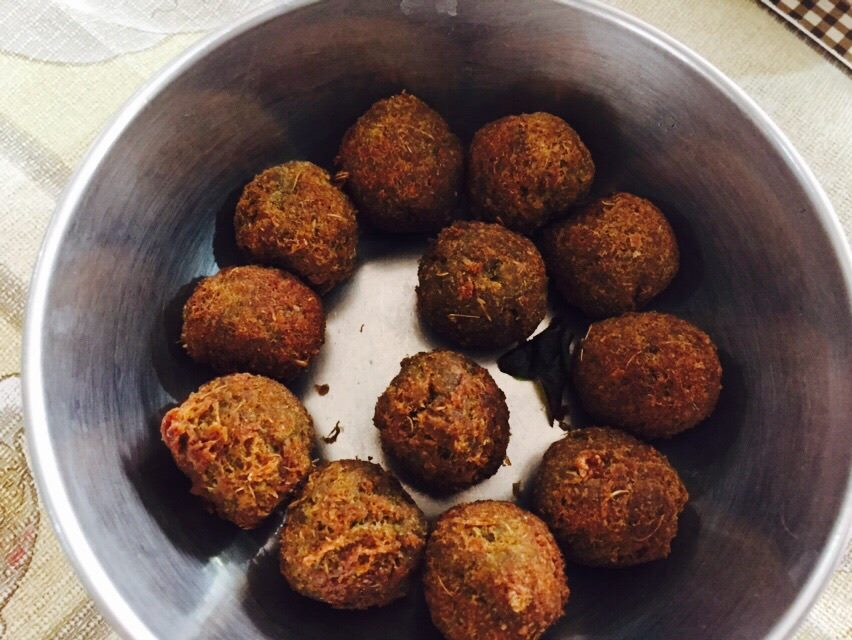
Bolinho de carne empanado
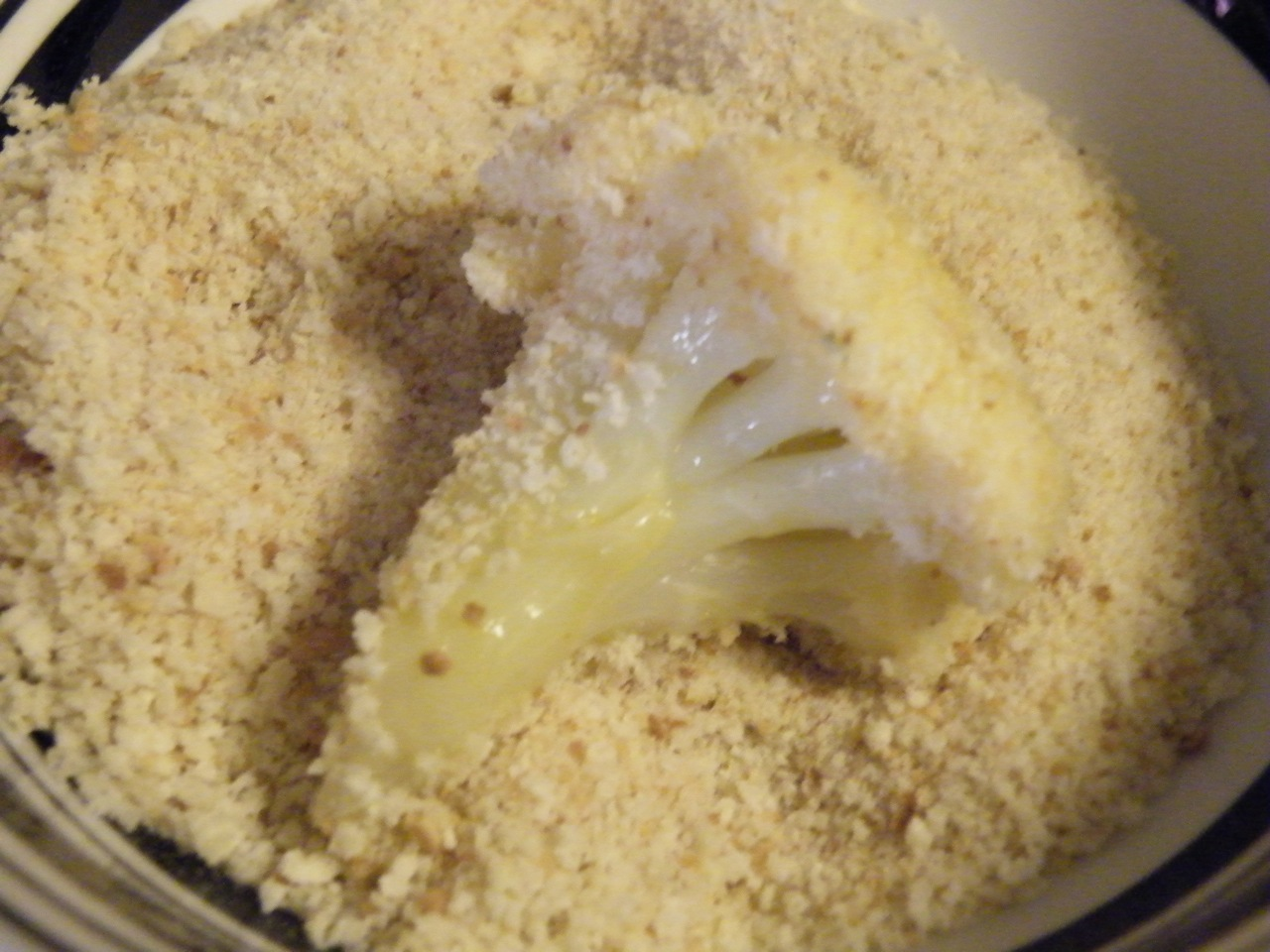
Couve-flor empanada
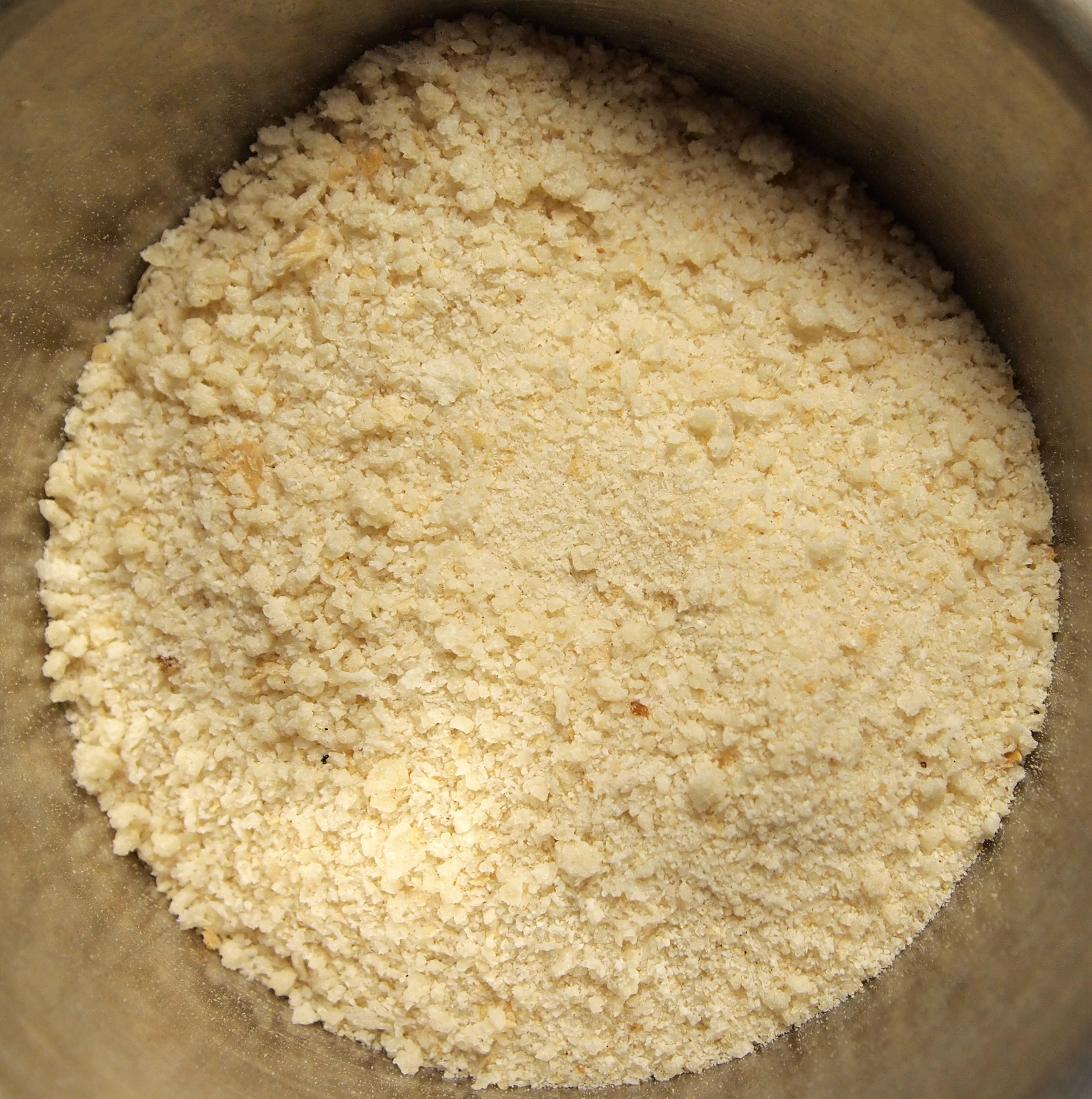
Farinha de rosca
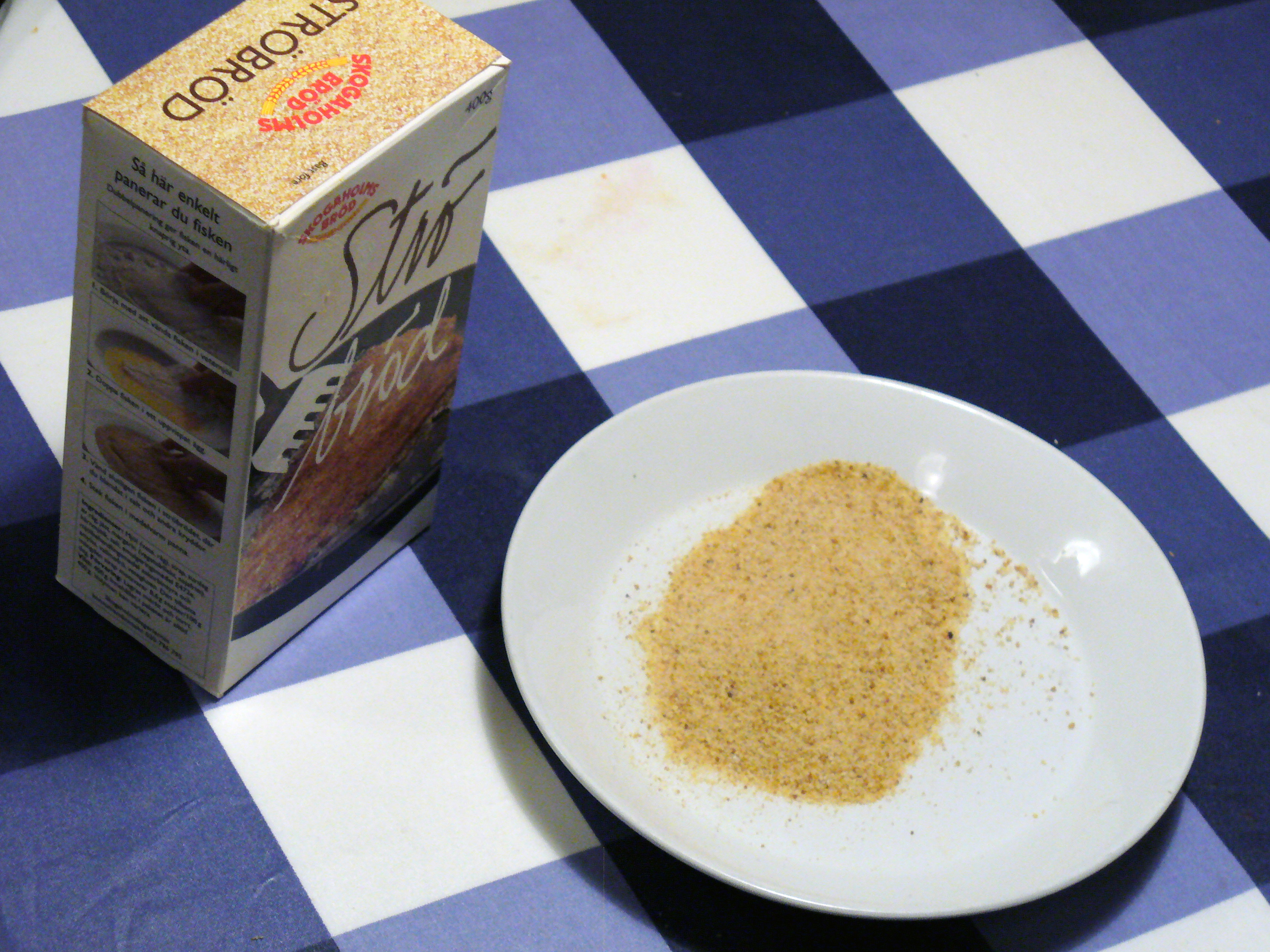
Farinha de rosca produzida comercialmente